# Munxar
Munxar é um povoado da ilha de Gozo em Malta.